# Football Club Internazionale 1924-1925
Questa voce raccoglie le informazioni riguardanti il Football Club Internazionale nelle competizioni ufficiali della stagione 1924-1925.

## Stagione
Nella stagione 1924-1925 l'Inter disputò il girone A del campionato di Lega Nord di Prima Divisione, raccogliendo 25 punti e piazzandosi in quarta posizione a cinque lunghezze dal Genoa primo con 30; la squadra genoana a sua volta verrà sconfitto dal Bologna, vincitore del gruppo B di Lega Nord, al termine di cinque controverse partite.
L'Inter, allenata da Paolo Scheidler, non riuscirà a vincere il girone soprattutto a causa di una pessima partenza segnata da cinque sconfitte nelle prime sei gare giocate a cui però seguiranno 9 vittorie in 10 partite, di cui 7 consecutive compresa l'ultima contro il Genoa che porterà all'aggancio al primo posto in classifica a 6 giornate dal termine, per poi calare nel finale di stagione. Il miglior marcatore dei nerazzurri è stato Luigi Cevenini che ha firmato 12 reti.

## Rosa
| N. |                   | Ruolo | Calciatore           |
| -- | ----------------- | ----- | -------------------- |
|    | Italia (bandiera) | P     | Piero Campelli       |
|    | Italia (bandiera) | P     | Italo Zamberletti    |
|    | Italia (bandiera) | P     | Valentino Degani     |
|    | Italia (bandiera) | D     | Silvio Pietroboni    |
|    | Italia (bandiera) | D     | Iride Motta          |
|    | Italia (bandiera) | D     | Gustavo Francesconi  |
|    | Italia (bandiera) | D     | Alessandro Beltrame  |
|    | Italia (bandiera) | D     | Francesco Casartelli |
|    | Italia (bandiera) | D     | Cesare Genovesi      |
|    | Italia (bandiera) | D     | Emilio Rossi         |
|    | Italia (bandiera) | C     | Emilio Agradi        |

| N. |                   | Ruolo | Calciatore           |
| -- | ----------------- | ----- | -------------------- |
|    | Italia (bandiera) | C     | Enrico Rivolta       |
|    | Italia (bandiera) | C     | Guglielmo Tornabuoni |
|    | Italia (bandiera) | C     | Osvaldo Aliatis      |
|    | Italia (bandiera) | C     | Pietro Giuriati      |
|    | Italia (bandiera) | C     | Giovanni Lanfritto   |
|    | Italia (bandiera) | A     | Luigi Cevenini (III) |
|    | Italia (bandiera) | A     | Mario Bussich        |
|    | Italia (bandiera) | A     | Italo Defendi        |
|    | Italia (bandiera) | A     | Leopoldo Conti       |
|    | Italia (bandiera) | A     | Angelo Pedrazzini    |
|    | Italia (bandiera) | A     | Tullio Moretti       |

## Divise
| Prima divisa |

## Risultati

### Prima Divisione - Lega Nord

#### Girone di andata
| Arbitro: | Vedda (Vercelli) |

|              |           |  |
| Giuliani 62’ | Marcatori |  |

| Arbitro: | Armano (Torino) |

|                                                         |           |                              |
| L. Cevenini 9’ Aliatis 10’, 64’ Bussich 57’ Defendi 81’ | Marcatori | 50’ Gallotti 83’ G. Rossetti |

| Arbitro: | Barbon (Venezia) |

|                                        |           |                             |
| Baviera 2’, 7’ K. Huber 15’ Romano 55’ | Marcatori | 44’ Bussich 57’ L. Cevenini |

| Arbitro: | Germani (Padova) |

|                |           |                 |
| Tornabuoni 63’ | Marcatori | 30’, 32’ Rokken |

| Arbitro: | Portigliatti (Torino) |

|                                  |           |              |
| De Vecchi 29’ (rig.) Alberti 74’ | Marcatori | 83’ Giuriati |

| Arbitro: | Pinasco (Sestri Ponente) |

|             |           |                           |
| Aliatis 12’ | Marcatori | 65’ Colombari 85’ Merciai |

| Arbitro: | Olivari (Genova) |

|               |           |                         |
| Schönfeld 28’ | Marcatori | 3’ Rivolta 45’ L. Conti |

| Arbitro: | Bellini (Padova) |

|                                                |           |                       |
| L. Cevenini 5’, 6’ L. Conti 10’ Tornabuoni 45’ | Marcatori | 72’ (rig.) Tichovszky |

| Arbitro: | Alfieri (Bologna) |

|               |           |               |
| E. Bodini 42’ | Marcatori | 87’ Lanfritto |

| Arbitro: | Vedda (Vercelli) |

|                                      |           |              |
| L. Conti 36’ Defendi 63’ Bussich 64’ | Marcatori | 66’ Levratto |

| Arbitro: | Turbiani (Ferrara) |

|                                                     |           |  |
| Tornabuoni 2’ Rivolta 48’ Lanfritto 68’ Defendi 73’ | Marcatori |  |

#### Girone di ritorno
| Arbitro: | Moro (Sampierdarena) |

|                 |           |  |
| L. Cevenini 13’ | Marcatori |  |

| Arbitro: | Turbiani (Ferrara) |

|  |           |                 |
|  | Marcatori | 37’ L. Cevenini |

| Arbitro: | Sani (Ferrara) |

|                                            |           |  |
| Tornabuoni 17’, 25’ L. Cevenini 19’ (rig.) | Marcatori |  |

| Arbitro: | Bonello (Venezia) |

|  |           |                            |
|  | Marcatori | 44’ Bussich 83’ Tornabuoni |

| Arbitro: | Bellini (Padova) |

|                             |           |             |
| L. Cevenini 10’ (rig.), 66’ | Marcatori | 44’ Alberti |

| Arbitro: | Turbiani (Ferrara) |

|                                     |           |                 |
| Sbrana 27’, 61’ (rig.) Corsetti 34’ | Marcatori | 20’ L. Cevenini |

| Arbitro: | Alfieri (Bologna) |

|                                |           |                                               |
| L. Cevenini 71’ Tornabuoni 74’ | Marcatori | 3’, 18’ D. Martin 15’, 63’ Calvi 31’ Franzoni |

| Arbitro: | Bonello (Venezia) |

|                                                                      |           |  |
| Mazzoni 3’ Forlivesi 74’ Manzotti 77’ I. Breviglieri 82’ Vezzani 88’ | Marcatori |  |

| Arbitro: | Bortoletti (Venezia) |

|                                             |           |                 |
| Lanfritto 10’, 41’ Moretti 18’ L. Conti 88’ | Marcatori | 20’, 26’ Bonzio |

| Arbitro: | Ortali (Bologna) |

|                          |           |                                         |
| Recchia 40’ Levratto 60’ | Marcatori | 18’ Moretti 20’ L. Cevenini 68’ Rivolta |

| Arbitro: | Olivari (Genova) |

|                       |           |             |
| Blando 35’ Mattea 87’ | Marcatori | 85’ Moretti |